# Зембурек
Зембурек (замбурек, замбрук, замбарук от перс. زمبورک‎) — обобщающий термин для артиллерийской установки с малокалиберной пушкой (как правило, диаметр канала ствола колебался в диапазоне 40—65 мм), размещавшейся на верблюдах, и применявшейся частями верблюжьей кавалерии арабских, персидских, индийских, монгольских, китайских и других азиатских армий в XVI—XIX веках, а кое-где — и вплоть до начала XX века.
Зембуреки составляли особый самостоятельный род легкой мобильной артиллерии в армиях указанных государств. Это были небольшие орудия типа фальконета, перевозившиеся на верблюдах. Считалось, что артиллеристы на верблюдах, которые именовались «зембурекчи», способны были досаждать неприятелю подобно пчёлам (отсюда и название (в переводе с персидского — «маленькая пчёлка»).
Помимо орудия каждый верблюд вёз на себе одного-двух зембурекчи и 40 зарядов, ядра которых весили от 300 до 800 г в зависимости от калибра; огонь из замбуреков можно было вести в движении. В книге Ю. В. Ганковского, посвященной вооруженным силам Афганистана, утверждается, что полковник Ф. Коломбари (итальянский военный советник, в 1833—1848 гг. служивший в Иране), посвятивший зембурекам специальное военно-историческое исследование, упоминал, что гильзаи из Кандагара первыми (в 1722 г. при завоевании Ирана) догадались установить зембурек в седле на вращающемся стержне. Однако в тексте работы Ф. Коломбари, опубликованном на французском языке в Париже в «Военном обозревателе» за 1853 г. (Les Zemboureks. Artillerie de campagne à dromadaire, employée dans l’armée persane, par le colonel F. COLOMBARI (34 article), avec une planche / Le Spectateur Militaire, 2d. Ser. V, Paris, 1853, pp. 541—557), подобная информация отсутствует (тем более, что у Ю. В. Ганковского не дана ссылка на страницу журнала).
Судя по всему, изобретателями вьючного седла с установкой легкого орудия на шарнире являлись китайцы — в китайском кодексе «Да Мин хуэй дянь» упоминается, что в 1544 г. была изготовлена 1000 единиц нового орудия машан фоланцзичун (馬上 佛狼機銃), пригодного для перевозке на вьючном седле, дальнейшие записи упоминают о продолжении выпуска этих орудий в последующие годы. Конструкция орудия машан фоланцзичун (со съемной зарядной каморой) и вертлюжным креплением на каркасном седле приводится в трактате «Чоухай тубянь» (籌海圖編), первое издание которого датируется 1562 г. Скорее всего, это и есть то самое орудие, о котором кодекс упоминает по 1544 г.
Во время раскопок у Великой Китайской Стены было обнаружено 2 зарядные каморы от орудий машан фоланцзичун — для облегчения учета орудия подписывались по названиям с указанием номера и части, к которой они были приписаны. Надписи облегчили археологам идентификацию находок.
На поле боя зембуреки, как правило, располагались позади полевой артиллерии; иногда, чтобы обмануть противника, их прятали за рядами пехоты и конницы. Верблюды не боялись грохота выстрелов. Большая мобильность зембуреков позволяла допускать врага на расстояние картечного выстрела без особого риска для замбурекчи и их орудий. Залповый огонь из замбуреков наносил тяжелый урон противнику.
Известна громадная роль, которую они сыграли в битве при Панипате, где Ахмад-шах Дуррани имел около 2 тысяч таких орудий.
Зембуреки успешно использовались вплоть до XIX века, пока не были окончательно вытеснены в результате развития более мощной и точной лафетной артиллерии. Позднее зембуреки играли чисто декоративную роль, участвуя в военных парадах, а также служили для салютационной пальбы, во время выездов шаха и в период торжеств и празднований.
- в походном положении
- стрельба с короткой остановки
- стрельба с ходу